# Mesoregione di Presidente Prudente
Presidente Prudente era  una mesoregione dello Stato di San Paolo, in Brasile

## Microregioni
Comprende 3 microregioni:
- Adamantina
- Dracena
- Presidente Prudente